# Porcellana sayana
Porcellana sayana är en kräftdjursart som först beskrevs av Leach 1820.  Porcellana sayana ingår i släktet Porcellana och familjen porslinskrabbor. Inga underarter finns listade i Catalogue of Life.